# 柳南城际铁路
柳南城际铁路，也称柳南客运专线，位于广西壮族自治区境内，北起工业重镇柳州市，经由来宾市到达自治区首府南宁市，全长226千米。

## 简介
柳南城际铁路是广西境内的客运专线，也是湘桂铁路扩能改造工程的一个子项目。该线路于2007年12月和衡柳铁路同时开工，2012年6月29日在宾阳县黎塘镇开始铺轨，同年12月开通。投入运营后，柳州至南宁区间的铁路实现客货分线，湘桂铁路既有线承担货运职能，而客运职能则主要由城际线承担。

## 历史
- 2007年12月27日：湘桂铁路（衡阳至南宁）及此线开始进行扩能改造工程。[1]
- 2013年11月18日：湘桂铁路（衡阳至南宁）与此线对接成功。[2]
- 2013年12月30日：线路通车。
- 2018年7月1日：该线将按照最高时速250公里运营[3]。

## 主要技术指标
- 铁路等级：客运专线；
- 正线数目：双线；
- 限制坡度：12‰；
- 速度目标值：250km/h；
- 最小曲线半径：5500m，柳州、南宁枢纽内路段根据限速确定；
- 牵引种类：电力；
- 机车类型：和谐号电力动车组、复兴号动车组、其他客运电力机车
- 到发线有效长度：650m；
- 列车运行方式：自动控制；
- 行车指挥方式：综合调度。

## 车站
| 站名     | 营业里程 | 累计里程 | 连接路線                                 | 所在地         | 所在地 | 所在地   |
| -------- | -------- | -------- | ---------------------------------------- | -------------- | ------ | -------- |
| 柳州站   |          |          | 衡柳線 黔桂線 湘桂線 焦柳線              | 广西壮族自治区 | 柳州市 | 柳南区   |
| 来賓北站 |          |          |                                          | 广西壮族自治区 | 来賓市 | 興賓区   |
| 賓陽站   |          |          | 南广線                                   | 广西壮族自治区 | 南寧市 | 賓陽县   |
| 南寧東站 |          |          | 南广線 湘桂線 南欽線                     | 广西壮族自治区 | 南寧市 | 青秀区   |
| 南寧站   |          |          | 南昆客运专线 南广線 湘桂線 南昆線 南防線 | 广西壮族自治区 | 南寧市 | 西乡塘区 |